# Chrono champenois-Trophée européen 2010
La 21e édition du Chrono Champenois-Trophée Européen a eu lieu le 12 septembre 2010. La course fait partie du calendrier international féminin UCI 2010 en catégorie 1.1. Elle est remportée par la Canadienne Anne Samplonius.

## Classements

### Classement final
| \| Classement général \| Classement général \| Classement général \| Classement général \| Classement général \| \| Coureur \| Coureur \| Pays \| Équipe \| Temps \| \| ------------------ \| ------------------ \| ------------------ \| ------------------ \| ------------------ \| \| 1re \| Anne Samplonius \| Canada \| Canada \| 45 min 23 s \| \| 2e \| Judith Arndt \| Allemagne \| HTC-Columbia Women \| + 8 s \| \| 3e \| Olga Zabelinskaïa \| Russie \| Russie \| + 18 s \| \| 4e \| Wendy Houvenaghel \| Royaume-Uni \| Grande-Bretagne \| + 31 s \| \| 5e \| Julia Shaw \| Royaume-Uni \| \| + 32 s \| \| 6e \| Amber Neben \| États-Unis \| États-Unis \| + 1 min 16 s \| \| 7e \| Ellen van Dijk \| Pays-Bas \| HTC-Columbia Women \| + 1 min 20 s \| \| 8e \| Amber Halliday \| Australie \| Australie \| + 1 min 29 s \| \| 9e \| Emilia Fahlin \| Suède \| HTC-Columbia Women \| + 2 min 01 s \| \| 10e \| Vicki Whitelaw \| Australie \| Lotto Ladies \| + 2 min 03 s \| |                   |             |                    |              |
| |                   |             |                    |              |
| Source : Cycling Quotient |                   |             |                    |              |
| Classement général |                   |             |                    |              |
| Coureur | Coureur           | Pays        | Équipe             | Temps        |
| 1re | Anne Samplonius   | Canada      | Canada             | 45 min 23 s  |
| 2e | Judith Arndt      | Allemagne   | HTC-Columbia Women | + 8 s        |
| 3e | Olga Zabelinskaïa | Russie      | Russie             | + 18 s       |
| 4e | Wendy Houvenaghel | Royaume-Uni | Grande-Bretagne    | + 31 s       |
| 5e | Julia Shaw        | Royaume-Uni |                    | + 32 s       |
| 6e | Amber Neben       | États-Unis  | États-Unis         | + 1 min 16 s |
| 7e | Ellen van Dijk    | Pays-Bas    | HTC-Columbia Women | + 1 min 20 s |
| 8e | Amber Halliday    | Australie   | Australie          | + 1 min 29 s |
| 9e | Emilia Fahlin     | Suède       | HTC-Columbia Women | + 2 min 01 s |
| 10e | Vicki Whitelaw    | Australie   | Lotto Ladies       | + 2 min 03 s |